# Уджинек
Уджинек (пол. Udrzynek) — село в Польщі, у гміні Браньщик Вишковського повіту Мазовецького воєводства.
Населення — 379 осіб (2011).
У 1975-1998 роках село належало до Остроленцького воєводства.

## Демографія
Демографічна структура станом на 31 березня 2011 року:
|          | Загалом | Допрацездатний вік | Працездатний вік | Постпрацездатний вік |
| -------- | ------- | ------------------ | ---------------- | -------------------- |
| Чоловіки | 191     | 47                 | 115              | 29                   |
| Жінки    | 188     | 39                 | 106              | 43                   |
| Разом    | 379     | 86                 | 221              | 72                   |